# Кристіан IV
Кристіан IV (дан. Christian IV; 12 квітня 1577 — 28 лютого 1648) — король Данії-Норвегії і герцог Шлезвігу і Гольштейну від 1588 до своєї смерті 1648.

## Біографія
Кристіан IV, син Фредеріка II, був офіційно визнаний спадкоємцем, коли йому було 3 роки. Король особисто склав план виховання сина, звернувши особливу увагу на усунення шкідливих впливів із боку оточуючих. Смерть короля-батька, коли Кристіану IV було лише 11 років, сильно зашкодила його подальшому вихованню. Було призначено опіку з 4 членів державної ради, на чолі з Нільсом Каасом. Датська дворянська партія, незадоволена тим, що спадкоємця виховує німець, добилася заміни останнього датським дворянином. Це загострило відносини королеви (принцеси Мекленбурзької) з державною радою.
Кристіана було короновано тільки 1596 року.

## Економічна політика
Кристіан IV провадив політику меркантилізму. Закладав численні мануфактури. Увів торгову монополію, заклав Ісландську, Гренладську і Ост-Індійську торгові компанії. 1616 року заклав колонію Трангуебар. Однак усі зусилля, спрямовані на перетворення Копенгагена на важливий економічний центр на Півночі Європи і на Балтиці завершились нічим, хоча й призвели до значного зростання локальної ролі столиці Данії, кількості її населення і його заможності.

## Військова політика

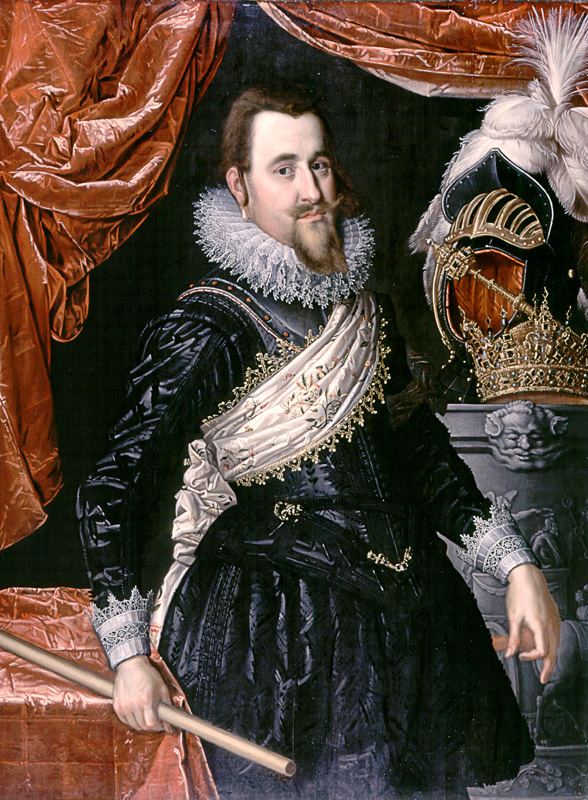
Король Кристіан IV

Амбіції Кристіана були спрямовані на перетворення об'єднаного королівства Данії і Норвегії в найважливішу і найсильнішу державу в Північній Європі не тільки в економічному, але й у політичному і військовому плані. Проте експансіоністським амбіціям Данії перешкоджала агресивна політика Швеції, зокрема в Норвегії. Данія змогла розбудувати потужний флот, але була неспроможна виставити армію, яка могла бути рівною шведській. Кальмарська війна з шведами за домінування в Норвегії протягом 1611—1613 років точилась із значним використанням найманців і не призвела до рішучої перемоги ні Данії, ні Швеції.
Кристіан також узяв участь у Тридцятирічній війні. Коли воєнні дії докотились до території Данії він виступив проти імператора Фердинанда II Габсбурга на захист інтересів протестантів. Загалом участь у війні призвела до цілого ряду поразок, і фінансової кризи самого короля, оскільки парламент не дав згоди на вступ у війну, і королю довелося воювати як князю Шлезвігу і Гольштейна. Війну король програв, хоча остаточної поразки вдалось уникнути — у імператора і католиків не було потужного флоту і данцям вдалось відсидітись у фортецях на островах. 29 травня 1629 року врешті-решт у Любеку було укладено мир, за яким Кристіан зберіг свої володіння, але дав обіцянку не втручатись в справи Священної Римської імперії.
Кристіан знову почав проводити агресивну політику на Балтиці, що призводило до напружених відносин з Польщею та Швецією. 1644 року Шведи розпочали проти Данії війну, і завдали ряд поразок захопивши Ютландію і Сканію. Король намагався повернути ці території. У липні 1644 року данський і шведський флот зійшлися в битві в Кілонській затоці. Битва завершилась перемогою Данії, король здобув славу героя — втратив око, але продовжував керувати флотом. Про цю битву і звитягу короля співається в данському гімні. Однак після Кілонської битви, шведи завдали данцям ряд поразок і 13 серпня 1645 року був укладений мир у Бронсебро, і Данія втратила домінуючі позиції на Балтиці.

## Архітектура і міста

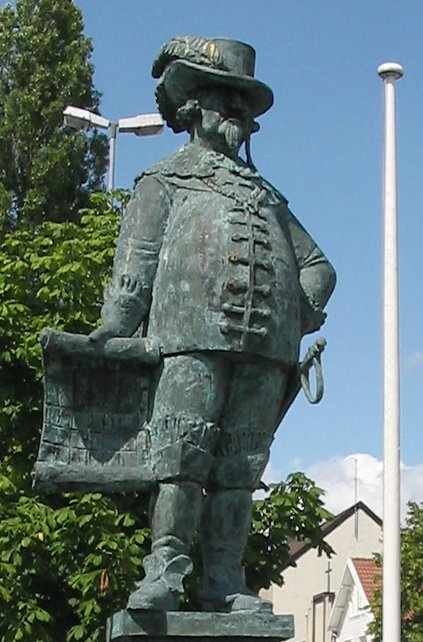
Пам'ятник Кристіану IV

Король цікавився архітектурою і заклав чимало важливих будинків, зокрема замки в Копенгагені, замки Розенборг, Фредеріксборг, відбудував замок Кронборг тощо. Девізом Кристіана був вислів Страх Божий укріплює королівства (данськ. Gudsfrygt styrker rigerne, лат. Regna Firmat Pietas, skrót RFP). Досі літери RFP прикрашають фасади збудованих королем будинків і замків. У Копенгагені він заклав перше соціальне житло для моряків район Нібодер.
Розуміючи важливу функцію міст не лише для господарського розвитку, але і для військової стратегії, Кристіан заклав багато міст: Кристіанград (Норвегія), Кристіанопель в Сканії, порт Кристіаншавн в протоці Зунд, Глюкштадт в Норвегії, і Кристіанію — сучасне Осло.

## Родина
1 Дружина — Анна-Катерина, принцеса Бранденбурзька
Діти:
- Фредерік (1599—1599) — помер у дитинстві;
- Кристіан (1603—1647) — був одружений з Магдаленою Сибіллою Саксонською;
- Софія (1605—1605) — померла в дитинстві;
- Єлизавета (1607—1608) — померла в дитинстві;
- Фредерік III (1609—1670) — король Данії і Норвегії, був одружений з Софією Амалією Брауншвейг-Люнебурзькою;
- Ульріх (1611—1633) — єпископ Шверінський.

2 Дружина — Кірстен Мунк
Діти:
- Анна Христина (1618—1633) — одружена з Франдсом Рантцау
- Софія Єлизавета (1619—1657) — одружена з дипломатом Кристіаном фон Пентцем
- Леонора Крістіна Ульфельдт (1621—1698) — одружена з Корфіцем Ульфельдом
- Вальдемар Кристіан (1622—1656) — герцог Шлезвіг-Гольштейна
- Єлизавета Августа (1623—1677) — одружена з Йоганном Лінденом
- Фрідріх Кристіан (1625—1627)
- Кристіана (1626—1670) — одружена з Ганнібалом фон Сегерстет
- Гедвіг (1626—1678) — одружена з Еббе Ольфельдом
- Марія Катаріна (1628—1628)